# Viola tiroliensis
Viola tiroliensis är en violväxtart som beskrevs av Borb.. Viola tiroliensis ingår i släktet violer, och familjen violväxter. Inga underarter finns listade i Catalogue of Life.